# Török Ottó (vívó)
Török Ottó (Budapest, 1971. február 4. –) mérnök, kardvívó, az Önkormányzati Minisztérium sport-szakállamtitkára.

## Élete
Nagy múlttal rendelkező, neves sportcsaládból származik. Édesapja, Török Ottó tagja volt az 1964-es tokiói olimpián bronzérmet szerzett öttusa-válogatottnak, majd később a MOB igazgatója lett; nagybátyja, Török Ferenc kétszeres olimpiai bajnok öttusázó, későbbi sikeres szövetségi kapitány.
Vívni 1982-ben kezdett a Csepelben, majd 1983-ban az Újpesti Dózsához (a későbbi UTÉ-hoz) igazolt, ahova 1995-ig tartozott; két évvel később a Honvéd kardvívója lett. 2001-ben fejezte be az aktív sportot. Közel tizennyolc éves sportpályafutása során tagja volt a junior és felnőtt kardvívó-válogatottnak, két alkalommal junior világkupa-győztes, egy alkalommal pedig az Universiade III. helyezettje volt.
Két diplomát szerzett a Bánki Donát Műszaki Főiskolán (1993-ban gépész üzemmérnökit, 1995-ben szervező mérnökit). Sportvezetőként 1997-ben kezdett el dolgozni a Népstadion és Intézményeinél.
Lamperth Mónika önkormányzati és területfejlesztési miniszter 2007. január 1-jével őt nevezte ki a Nemzeti Utánpótlás-nevelési és Sportszolgáltató Intézet főigazgatójává. 2008. szeptember 2-től a leköszönő Elbert Gábort váltotta fel a sport-szakállamtitkári székben. 2009. május 22-én Bajnai Gordon miniszterelnök Varga Zoltánnak, a sportért felelős önkormányzati miniszternek javaslatára 2009. május 25-i hatállyal felmentette Törököt, helyére dr. Simóka Beátát, korábbi olimpiai és Európa-bajnokot nevezte ki sport-szakállamtitkárrá.